# Bak Khaeng
Bak Khaeng es una comuna (khum) del distrito de Mukh Kompul, en la provincia de Kandal, Camboya. En marzo de 2008 tenía una población estimada de 9153 habitantes.
Se encuentra ubicada al sur del país, en la llanura central camboyana, a escasa distancia del río Mekong, de Nom Pen —la capital del país— y de la frontera con Vietnam.